# 齿指虾蛄科
齿指虾蛄科（学名：Odontodactylidae）也称齿趾虾蛄科，为口足目的一个科。此科的模式属为齒指蝦蛄屬(Odontodactylus)。

## 下级分类
本科包括以下属：
- 齒指蝦蛄屬 Odontodactylus Bigelow, 1893
- Raoulius Manning, 1995